# 네메그토사우루스
네메그토사우루스(Nemegtosaurus)는 중생대 백악기 후기(약 7,800만년 전~7,000만년 전), 오늘날 아시아대륙에 서식한 4족보행의 대형 초식공룡이다. '용반류'-'용각아목'-'네메그토사우루스과'에 속한다. 학명은 최초 화석이 발굴된 지명에서 유래하여, "네메그토의 도마뱀"이라는 의미를 갖는다. 화석은 몽골 남부와 중국에서 발견되었다. 전체 몸 길이는 약 21m, 체중은 15t 정도 되었을 것으로 추정된다. 큰 못과 같은 이빨을 가지고 있고, 어금니는 없다.